# USS United States (CVA-58)
Юнайтед Стейтс (англ. United States, Соединённые Штаты) — американский послевоенный проект принципиально нового авианосца, предназначенного для атомных бомбардировок вероятного противника. В соответствии с Актом о военно-морских ассигнованиях 1949 года, одобренным Трумэном 28 июля 1948 года, были выделены средства на строительство пяти таких авианосцев. Закладка головного авианосца состоялась 18 апреля 1949 года на верфи Ньюпорт-Ньюз, однако через 5 дней строительство было прекращено, остальные четыре корабля не закладывались.
В качестве носителей атомного оружия предполагалось использовать двухмоторные бомбардировщики P2V-3C «Нептун» (палубная модификация P2V). Кроме них в состав авиагруппы планировалось включить истребители FH-1 «Фантом» или F2H «Баньши».

## Предыстория
Вопрос о возможности оснащения палубных бомбардировщиков ядерным оружием впервые обсуждался высшим руководством ВМФ США в конце 1945 года. Участниками обсуждения были заместитель начальника штаба ВМФ по воздушным операциями вице-адмирал Митчер, а также участники создания первой атомной бомбы капитан 1 ранга Уильям Парсонс и капитан 2 ранга Джон Т. Хэйуорд. Чтобы осуществить на практике атомную бомбардировку противника силами флота, необходим был палубный бомбардировщик с бомбовой нагрузкой 4,5 тонны (вес атомной бомбы, взорванной в Хиросиме) и боевым радиусом около 2000 миль. Учитывая ориентировочные характеристики такого самолёта и требуемое количества самолётов в авиагруппе, требовался авианосец водоизмещением 60 000 тонн. Проект такого авианосца разрабатывался в это время ВМС США. Одновременно был объявлен конкурс на создание палубного самолёта с бомбовой нагрузкой 4,5 тонны, который выиграла компания «Норт Америкен» с проектом тяжёлого штурмовика AJ «Сэведж».
Первоначальной целью создания AJ «Сэведж» было изучение возможности действий тяжёлых самолётов с авианосцев. Со временем было решено модифицировать самолёт, чтобы сделать его носителем атомной бомбы Mk.VI. 24 июня 1946 года с компанией Норт Америкен был подписан контракт на производство самолёта.
Пока «Сэведж» готовился к производству, ВМС США предприняла попытку модифицировать двухмоторный базовый бомбардировщик P2V «Нептун». Взлётный вес самолёта составлял 27 тонн, что превышало массу любого самолёта, когда-либо взлетавшего с авианосца. Тем не менее, 27 апреля 1948 года два «Нептуна», поднятые на палубу «Корал Си» подъёмным краном и оснащённые дополнительными пороховыми ускорителями JATO, поднялись в воздух с необходимой боевой нагрузкой, доказав возможность атомных бомбардировок с использованием палубных самолётов. Позднее, 4 марта 1949 года, «Нептун» массой 33,5 тонны с макетом атомной бомбы, взлетев с авианосца «Корал Си», осуществил успешную учебную бомбардировку цели, пролетев в обе стороны 4500 миль.
Всего для полётов с авианосца было переоборудовано 12 «Нептунов». К концу 1949 года флот имел также 6 новых штурмовиков AJ-1 «Сэведж», способных доставить атомную бомбу на расстояние до 1000 миль.

## История
Тяжёлые штурмовики не могли взлетать с авианосцев типа «Эссекс» даже после их модернизации по программе «27А». Таким образом, носителями тяжёлых штурмовиков могли служить только 3 больших авианосца типа «Мидуэй». В связи с этим командование флота выступило с публичными заявлениями о необходимости постройки серии тяжёлых авианосцев — носителей атомного оружия. Кампания имела успех, и в 1948 году Конгресс выделил средства на постройку авианосца водоизмещением 65 000 тонн, которые впоследствии получил название «Юнайтед Стейтс».
«Юнайтед Стейтс» должен был стать самым большим военным кораблем в истории флота. При длине более 320 м. и ширине 40 м. он не мог проходить через Панамский канал. По проекту он имел полностью гладкую полётную палубу, трубы выступали из корпуса по бортам, а расположенная на лифте надстройка опускалась на время полётов. Для взлёта тяжёлых самолётов и перемещения их из ангара на полётную палубу предназначались 4 катапульты и 4 лифта.
На авианосец должны были базироваться 24 штурмовика AJ «Сэведж». Кроме того, флот начал проектирование 4-моторного палубного бомбардировщика с максимальной скоростью 800 км/ч и боевым радиусом 3000—4000 миль.

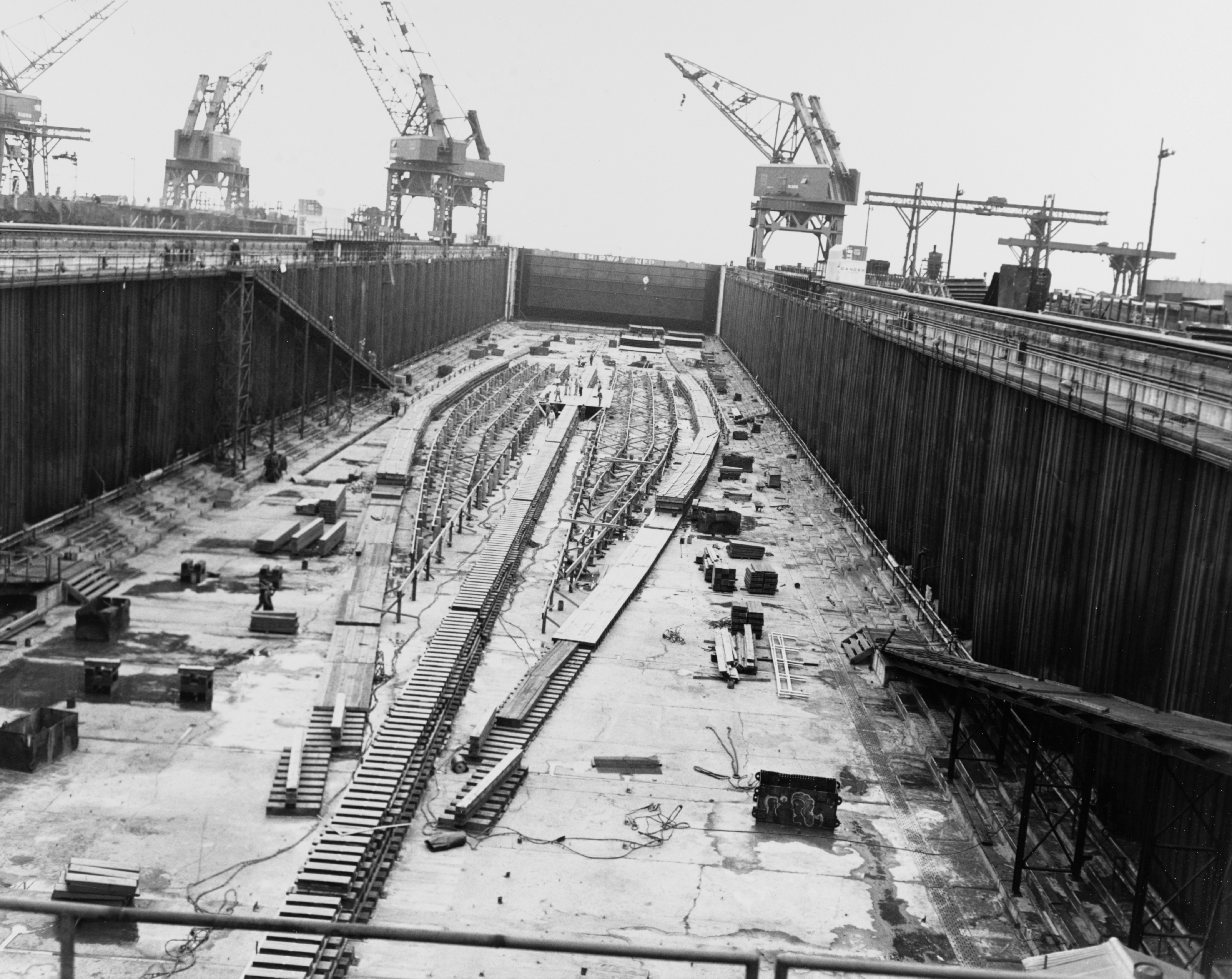
Закладка авианосца «Юнайтед Стейтс» в доке верфи «Ньюпорт Ньюз»

Когда в начале 1949 года верфь «Ньюпорт-Ньюз» готовилась к закладке головного корабля, в высших эшелонах власти США произошли изменения, оказавшие прямое влияние на судьбу авианосца. В феврале 1949 года главным военным советником президента был назначен Дуайт Эйзенхауэр, а 28 марта Луис Джонсон заменил заболевшего Джеймса Форрестола на посту министра обороны. Оба эти политика, которые в силу своего положения имели большой вес в распределении военных ассигнований, были сторонниками дорогостоящей программы приобретения для ВВС тяжёлых бомбардировщиков Convair B-36. Поскольку флотские атомные штурмовики в определённой мере дублировали программу ВВС по созданию атомных бомбардировочных сил, неизбежно встал вопрос о необходимости строительства нового авианосца.
Министр обороны Джонсон провёл совещания со всеми членами Объединённого комитета начальников штабов. За строительство авианосца высказался только начальник штаба ВМФ адмирал Луис Денфелд. Начальник штаба ВВС генерал Хойт Ванденберг, начальник штаба армии генерал Омар Брэдли и генерал Эйзензхауэр выступили против строительства авианосца, мотивируя это тем, что:
- флот не должен дублировать функции ВВС;
- ВМС США имеет подавляющее преимущество над советским флотом;
- флотские бомбардировщики имеют слишком малый радиус действия для бомбардировки ключевых объектов на территории СССР;
- стоимость авианосца превысит заявленные 189 млн долл. и скорее всего достигнет 500 млн долл., не считая расходов на корабли поддержки.

В результате, 23 апреля 1949 года (через 5 дней после закладки авианосца) с разрешения президента Трумэна и без консультаций с министром ВМФ Джоном Салливеном и начальником штаба ВМФ Луисом Денфелдом Джонсон принял решение о прекращении строительства «Юнайтед Стейтс».
После этого решения Джон Салливен ушёл в отставку, а ВМФ начал пропагандистскую кампанию против межконтинентального бомбардировщика B-36. По утверждениям представителей флота, палубный перехватчик F4U-5 «Корсар» и истребитель F2H «Бэнши» имели большую скорость, потолок и скороподъёмность, чем B-36. Предполагая, что перспективные советские перехватчики имели аналогичные характеристики, B-36 мог быть излишне уязвим для ПВО противника.
Точка в этом споре была поставлена во время слушаний в Конгрессе летом 1949 года. Перед флотом ставилась задачи доставки авиации в недоступные для ВВС точки земного шара и борьбы с подводными лодками противника. Прекращение строительства авианосца «Юнайтед стейтс» в пользу бомбардировщиков B-36 было окончательно одобрено.